# Lepidopilum polytrichoides
Lepidopilum polytrichoides är en bladmossart som beskrevs av Bridel 1827. Lepidopilum polytrichoides ingår i släktet Lepidopilum och familjen Daltoniaceae. Inga underarter finns listade i Catalogue of Life.